# Lago de Zug
El lago de Zug (del alemán: Zugersee) es un lago de Suiza localizado en el límite de los Alpes y al norte del lago de los Cuatro Cantones.
En su mayor parte, el lago se encuentra en el cantón de Zug, con la parte meridional en el cantón de Schwyz y una pequeña parte en el cantón de Lucerna. La ciudad de Zug está a orillas del lago.

## Geografía
El lago de Zug tiene una superficie de 38,3 km², y su profundidad media es de 83 m, con una máxima de 198 m. Su longitud es de 13,8 km y su anchura máxima es de 4,7 km. El volumen de agua del lago es de 3,2 km³. Se sitúa a una altitud de 417 m sobre el nivel del mar.
La pesca es abundante en el lago, que se distingue por la presencia de una especie endémica de trucha (Salmo salvelinus) y también abundan la carpa y el lucio.

### Localidades principales del lago
- Zug
- Oberwil
- Walchwil
- Arth
- Immensee
- Buonas
- Risch
- Cham

## Historia
Un hundimiento de tierras producido el 5 de julio de 1887 precipitó una parte de las riberas y las viviendas al fondo del lago. Esta catástrofe tuvo una quincena de víctimas y destruyó varias decenas de casas.
En 1911 se construyó una línea de ferrocarril (anteriormente perteneciente a la línea de San Gotardo) a lo largo de la orilla este y llegó a Walchwil y Arth en el extremo sur, que fue conectado con un tranvía de vapor con la estación de Arth-Goldau de la línea del San Gotardo. Esta línea va desde Arth a lo largo de la orilla occidental a Immensee, y luego se dirige hacia Lucerna, al sudoeste, mientras que de Immensee otra línea de ferrocarril lleva hasta Cham, 5 km al oeste de Zug. 
El primer buque vapor del lago comenzó a funcionar en 1852.

## Medio ambiente
Debido a los impactos de la agricultura (Pesticidas, nitratos, fosfatos, y también la erosión son  responsables de un aumento de la turbidez de los ríos). El lago de Zug es víctima de un eutrofización y una polución que lo convierten en uno de los lagos más contaminados de Suiza.
Sin embargo, se adoptaron algunas medidas para reducir la contaminación a principios de los años 80, y la tasa de fosfatos en el lago se ha reducido a la mitad en 25 años   (220µg/L en 1977 a 110 µg/L en 2001).

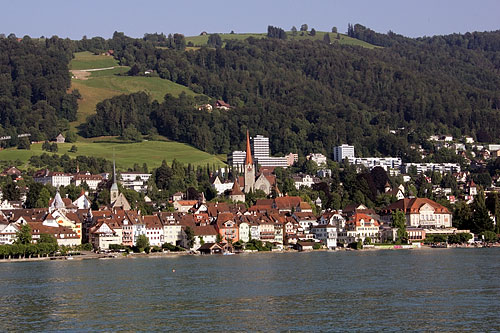
La ciudad de Zug vista desde el lago.